# 329 a.C.
Il 329 a.C. (CCCXXIX a.C. in numeri romani) è un anno  del IV secolo a.C.

## Eventi
- Alessandro Magno cattura Samarcanda
- Alessandro Magno fonda Alessandria del Caucaso
- Roma
  - Consolato Lucio Emilio Mamercino Privernate II e Gaio Plauzio Deciano

## Morti
- Besso, militare e funzionario persiano
- Parmenione, generale macedone antico